# Фасад

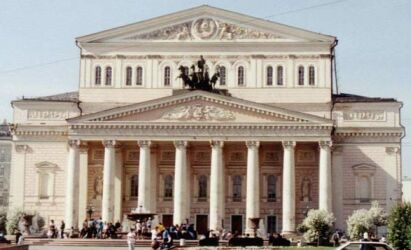
Архитектурный образ: фасад Большого театра украшен портиком с композитным ордером, скульптурной группой (квадрига с Аполлоном) и гербом СССР

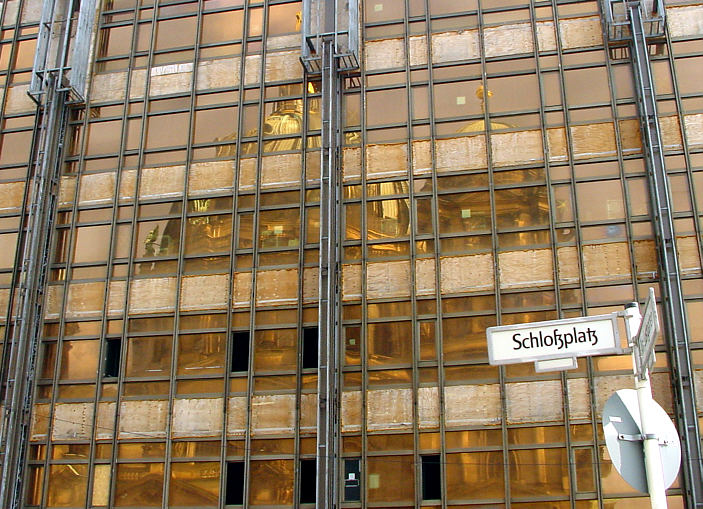
Отделка фасада Дворца Республики в Берлине

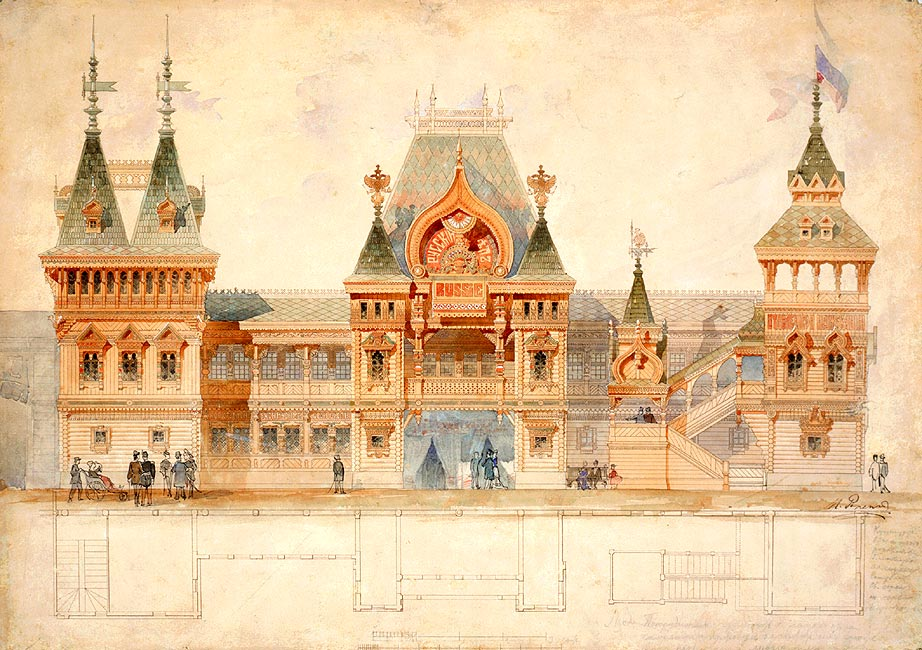
Ортогональная проекция: фасад павильона Российской империи был выполнен в русском стиле по проекту Ропета (всемирная выставка 1878 года)

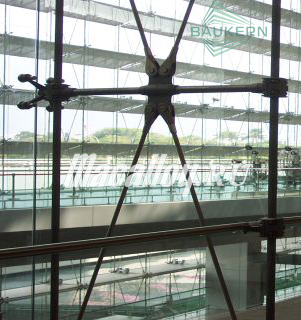
Крепление светопрозрачного фасада с помощью связей Macalloy 460

Фаса́д (фр. façade — передний, лицевая сторона здания) — наружная лицевая сторона здания.
Также фасадом называют чертёж ортогональной проекции здания на вертикальную плоскость.
Формы, пропорции, декор фасада определяются назначением архитектурного сооружения, его конструктивными особенностями, стилистическим решением его архитектурного образа.

## Элементы фасадов
- Портал (архитектура)
- Портик
- Прясло
- Колоннада
- Пилястра
- Кариатида
- Дверь
- Окно
- Фронтон

## Конструкции и материалы
Наружная стена может быть несущей или только ограждающей конструкцией. От её функций зависит и выбор материалов.
Фасады могут быть:
- Кирпичные, каменные
- Деревянные (из брусьев, бревен и т. д.)
- Монолитные — бетонные
- Оштукатуренные (окрашенные)
- Светопрозрачные
- Теплоизоляционные композиционные с тонким наружным штукатурным слоем (WDVS, EIFS, ETICS, СФТК, ШТИФС)
- Навесные вентилируемые фасады с облицовкой:

- керамогранитом
- алюминиевыми композитными панелями
- фиброцементными отделочными панелями
- металлокассетами
- сайдингом
- блокхаузом, декоративной доской или вагонкой
- на кронштейнах из нержавеющей стали, с облицовкой лицевым кирпичом или другими мелкоштучными материалами.

Для художественной отделки фасадов используют лепнину, изразцы, декоративную или обычную штукатурку, отделку камнем, окрашивание.
В современном строительстве для устройства фасадов зданий используют фасадные системы, в частности вентилируемый фасад, светопрозрачный фасад, мокрый фасад.

### Материалы
При изготовлении фасадов применяются такие материалы как камень, сайдинг, панели, фасадная плитка, штукатурка, облицовочный кирпич.
Камень для отделки фасадов может быть натуральным или искусственным.
Разновидности натурального камня: известняк, мрамор, гранит, травертин, диорит, габбро.
Среди искусственных видов камня можно выделить архитектурный бетон с внутренним пространственным армированием (т. н. «белый камень»). Искусственный «белый камень» позволяет изготавливать как отдельные элементы декора (обрамления окон, дверей, входные группы, балюстрады, русты и т. д.), так и целые участки фасада (навесные панели) с барельефами и лепным декором. Площадь подобных панелей может достигать нескольких квадратных метров при относительно небольшой толщине (до 10 см).
Сайдинг — облицовочный материал в виде горизонтальных панелей. Может быть виниловый, металлический, стальной, деревянный сайдинг, цементный сайдинг.
Штукатурка
- минеральные штукатурки
- полимерные штукатурки
- мозаичные декоративные штукатурки
- структурная штукатурка
- камешковая штукатурка
- «короед»